# Jardín de los Dioses

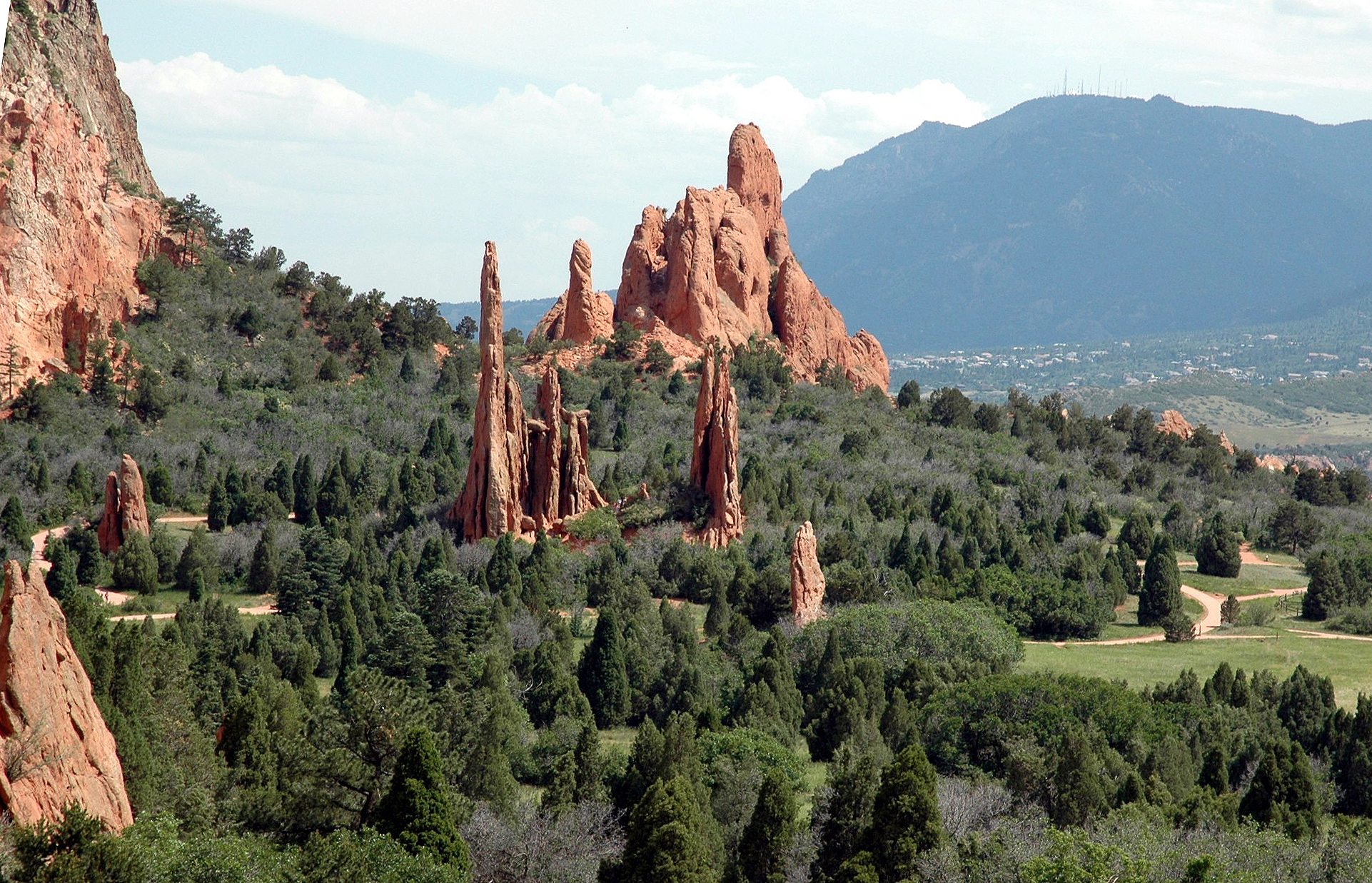
Jardín de los Dioses

El Jardín de los Dioses (en inglés: Garden of the Gods) es un parque público ubicado en Colorado Springs, en el estado de Colorado (Estados Unidos).
El lugar fue designado en 1971 como un hito natural nacional debido a que el lugar muestra el carácter litológico de las rocas sedimentarias, así como proporciona un hábitat para la  hormiga de miel de Norteamérica y excelentes oportunidades de observación de varias especies de aves.

## Inicios del parque

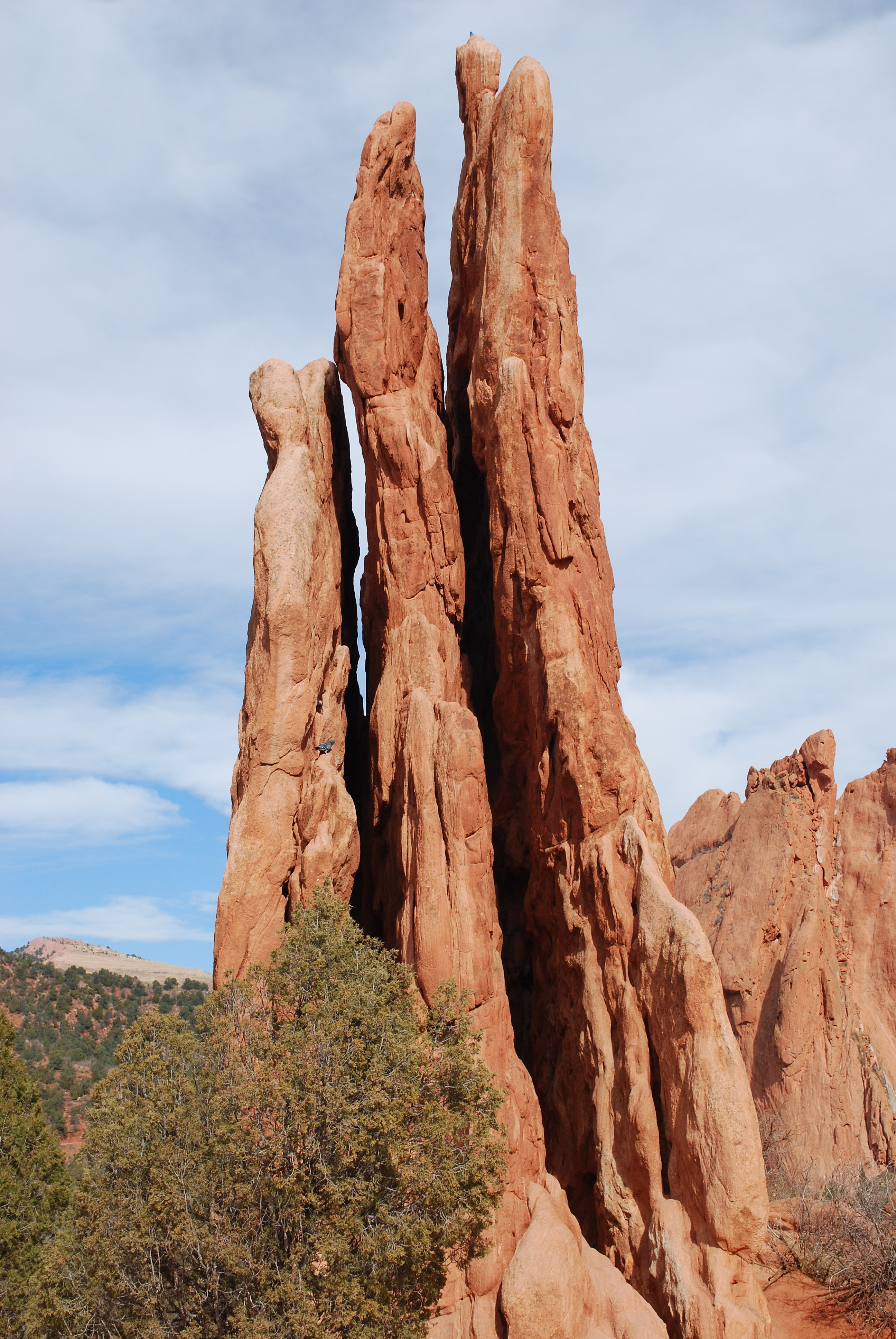
La formación conocida como las Tres Gracias

La entrada al parque es gratuita de acuerdo con los deseos de Charles Elliott Perkins, cuyos hijos donaron la tierra a la ciudad de Colorado Springs en 1909.

## Formaciones geológicas

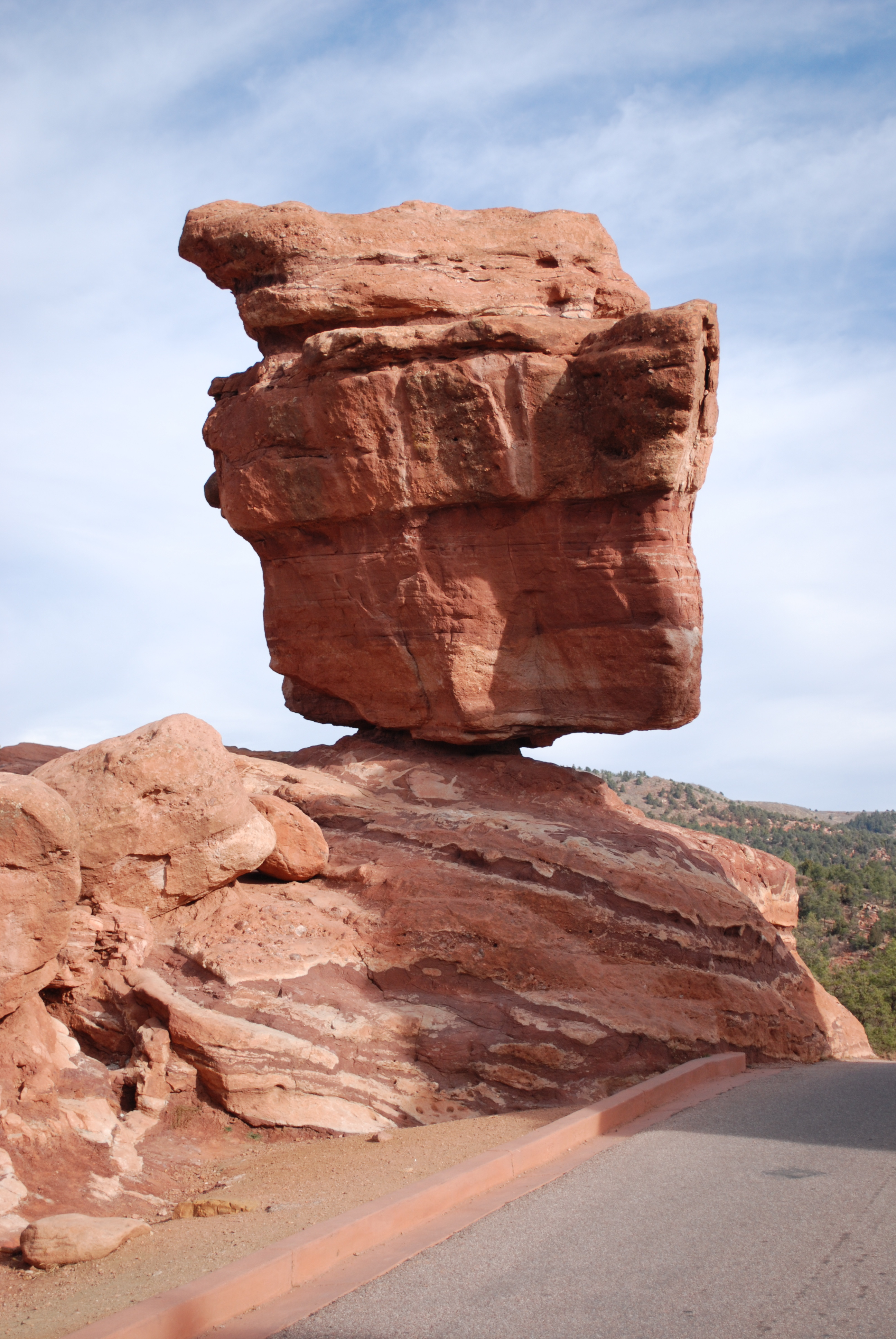
Balanced Rock

Las formaciones geológicas del parque son antiguas capas sedimentarias de arenisca y caliza que se depositaron horizontalmente y que se inclinaron verticalmente por las fuerzas sísmicas que crearon la cordillera de las Montañas Rocosas.

## Nombre
El nombre del parque data de agosto de cuando dos agrimensores que ayudaban a localizar la ciudad Colorado City exploraban las inmediaciones del área. Al descubrir el sitio uno de los agrimensores, M. S. Beach, sugirió que podría ser un lugar muy importante de Biergarten. Su compañero, el joven Rufus Cable, impresionado por la formaciones rocosas prefirió denominar al sitio el Jardín de los Dioses.
En el año 2006 una especie de dinosaurio descubierta en el parque se denominó en honor al mismo: Theiophytalia kerri.

## Galería de imágenes

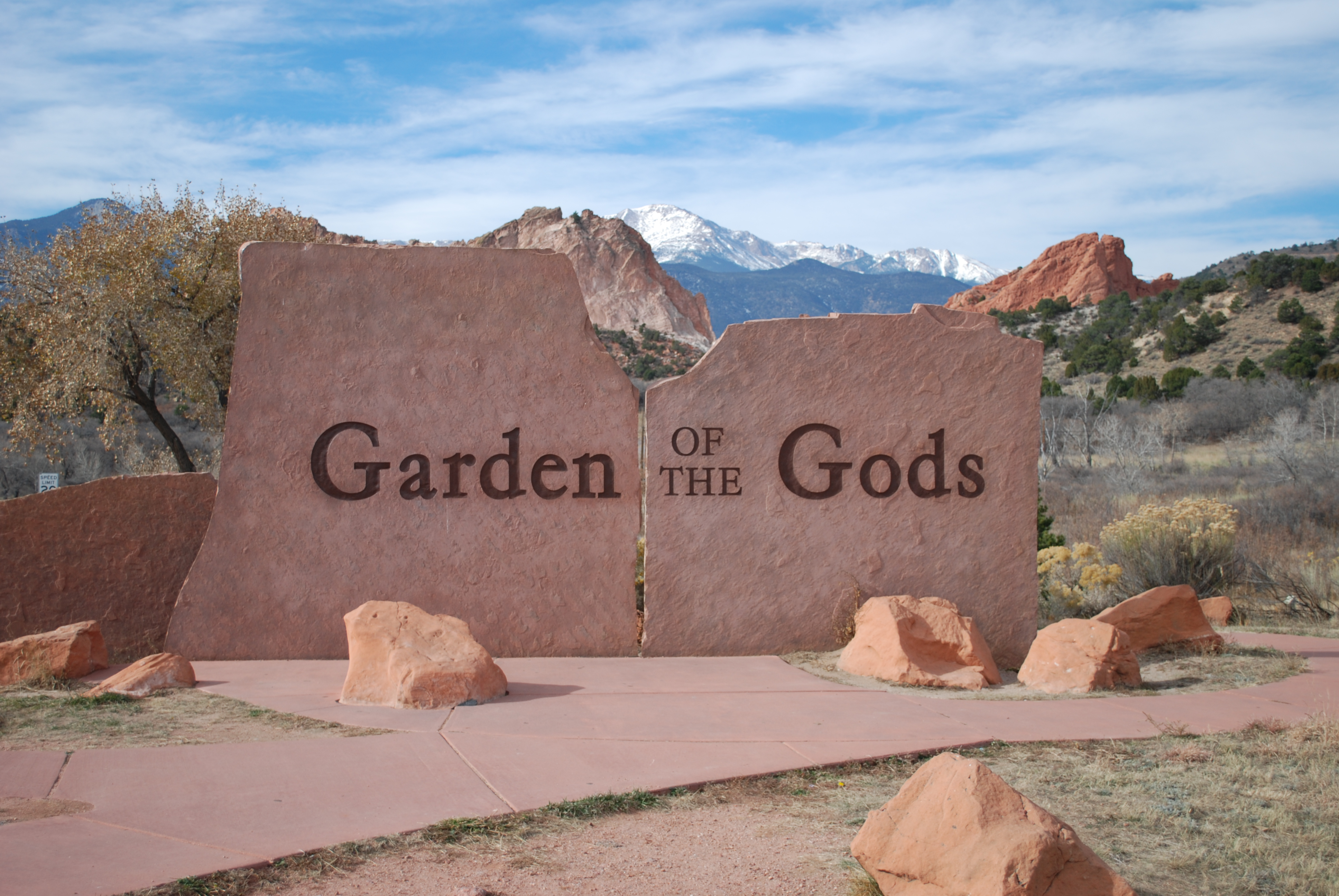
Entrada del Jardín de los Dioses con el pico Pikes al fondo
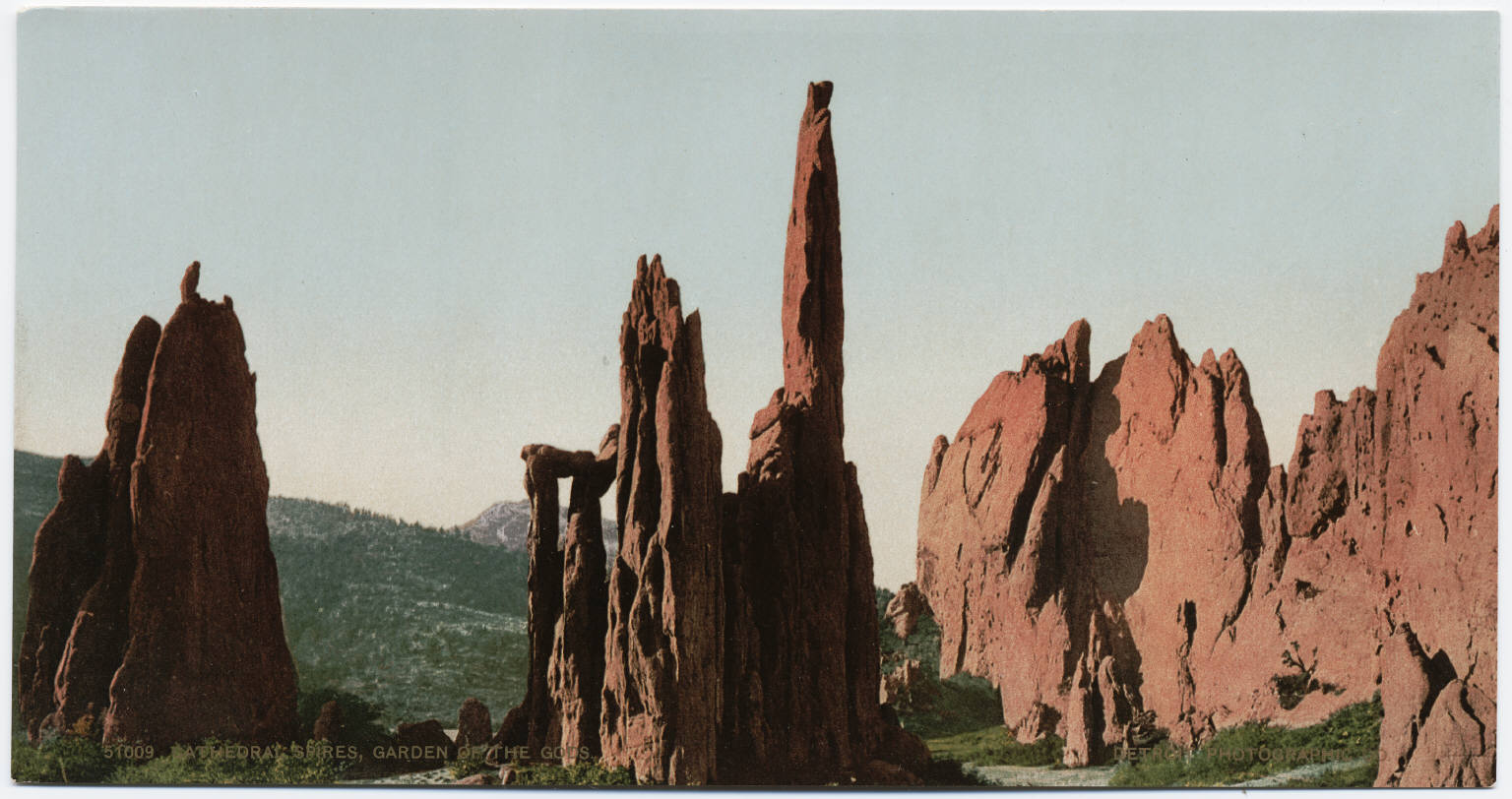
Fotocromo de la Catedral de Espirales (centro), ca. 1900
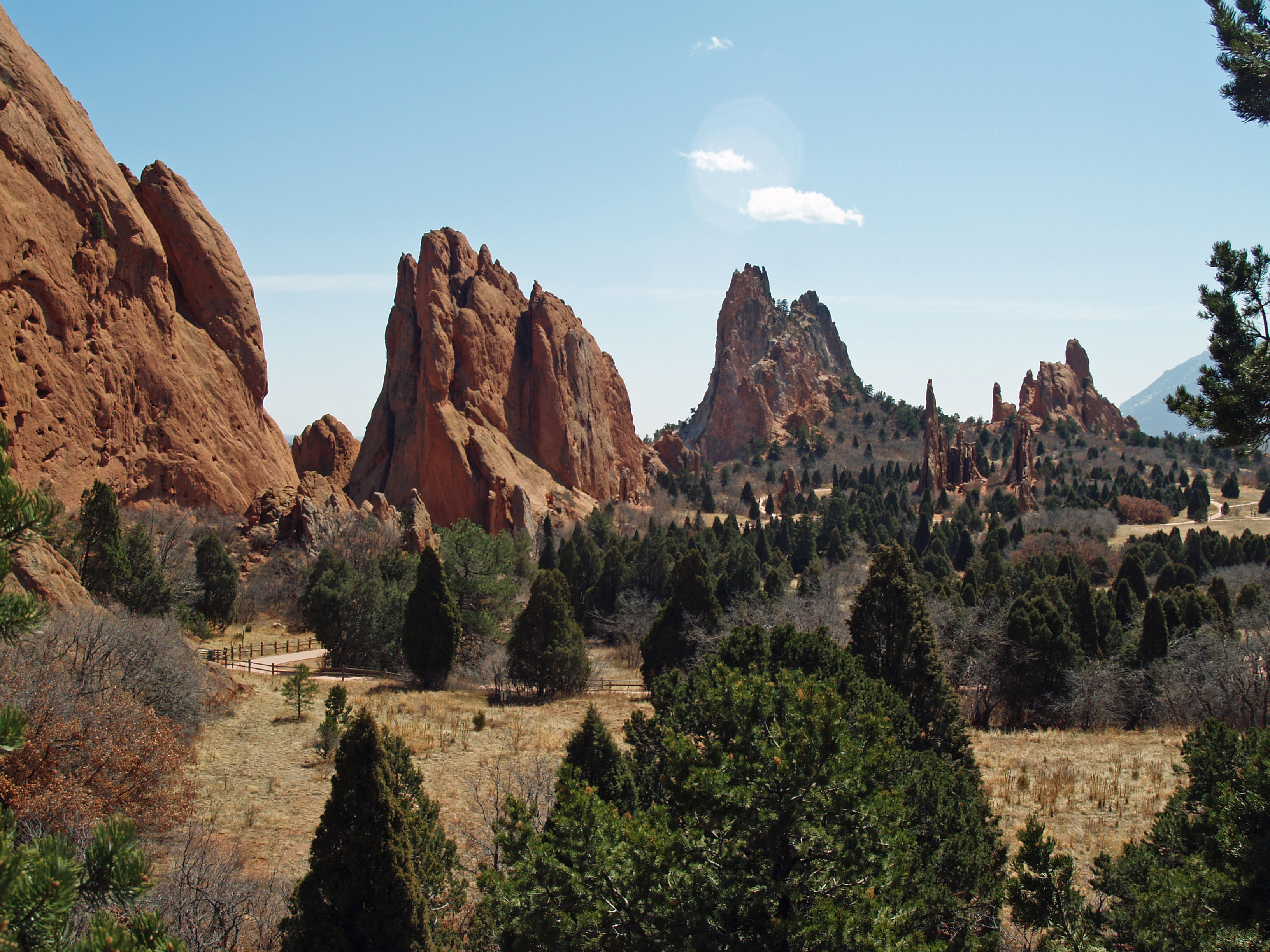
Panorama del Valle de la Catedral mostrando algunas formaciones rocosas.
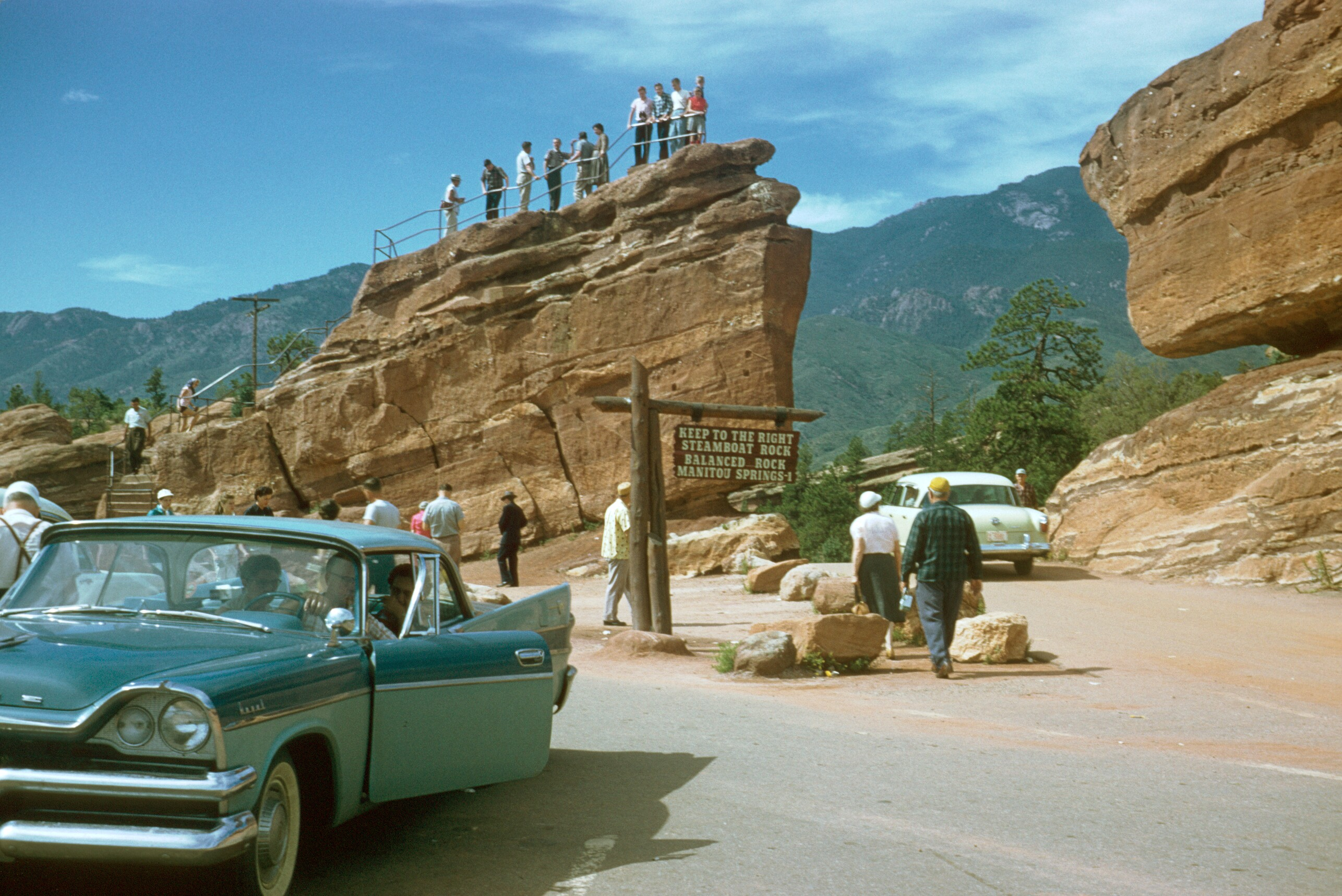
La roca de Steamboat a finales de 1950s
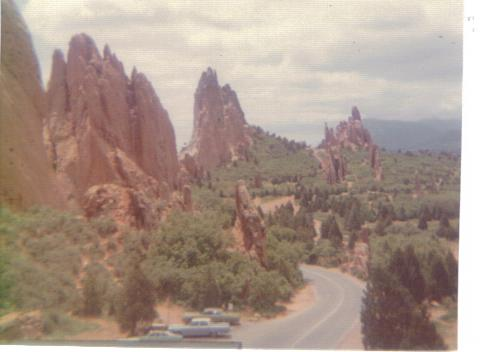
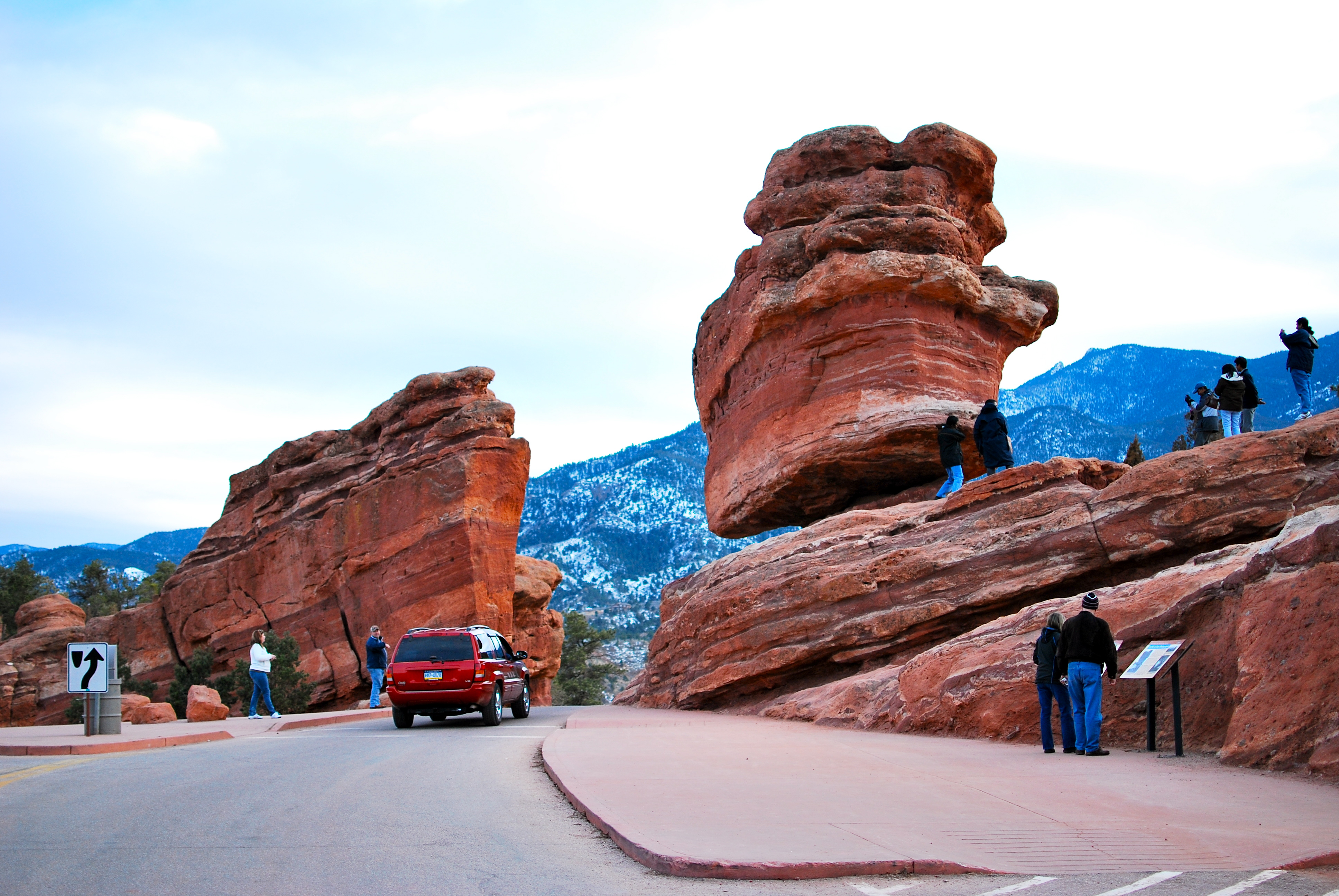
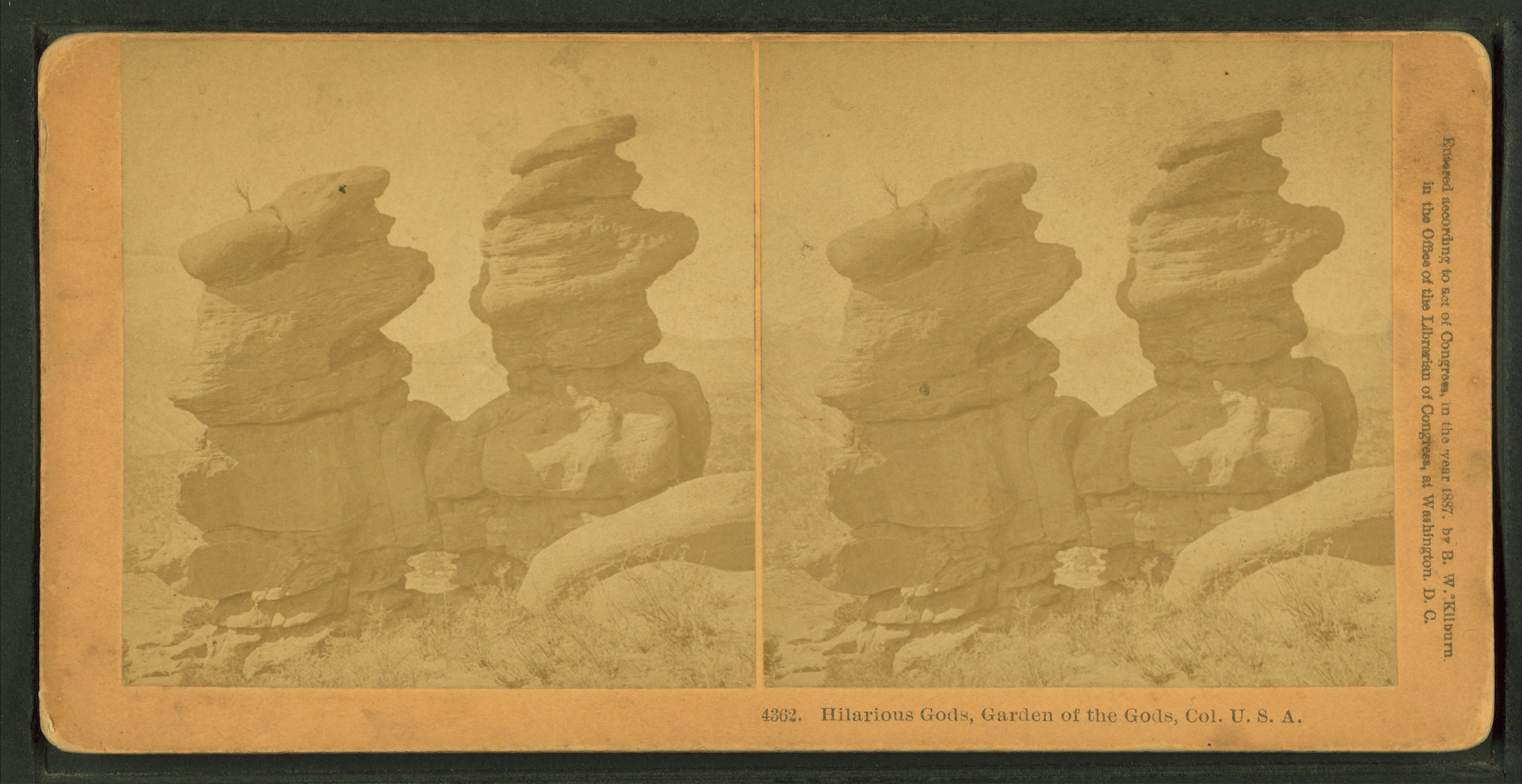
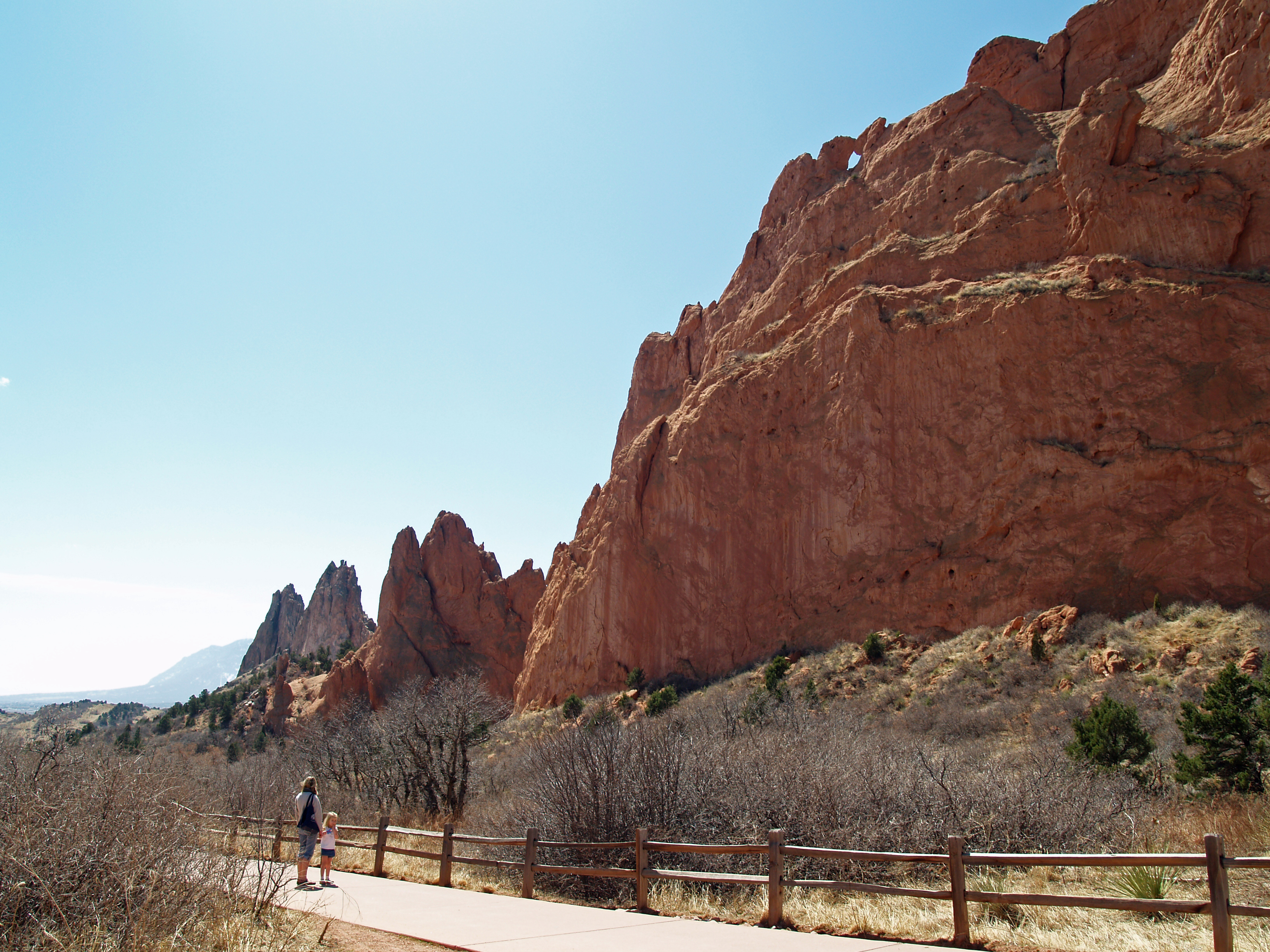
La formación de los camellos que se besan
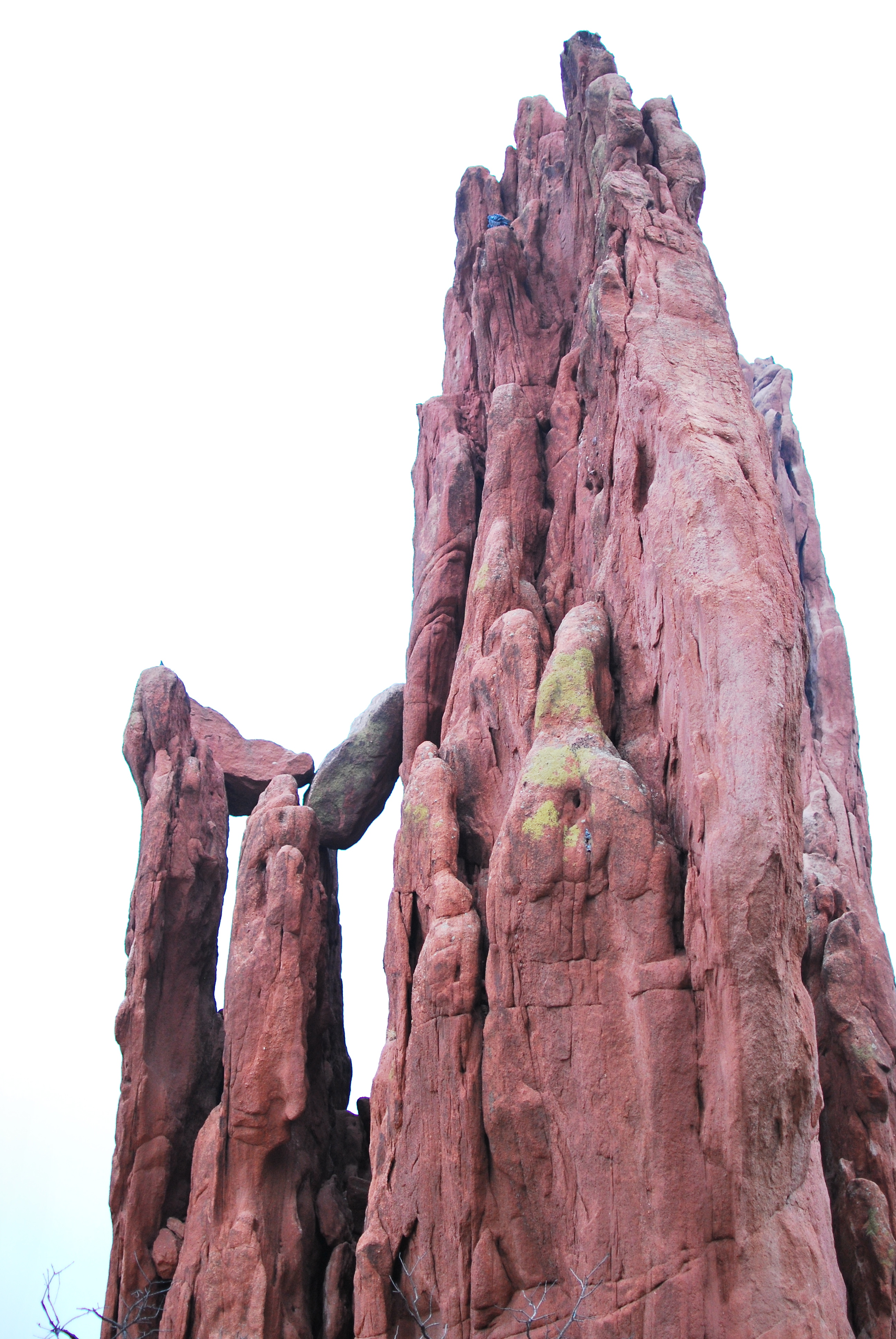
Un segmento de la Catedral de Espirales, marzo del 2010